# The Big C
The Big C (in der vierten Staffel The Big C: Hereafter) ist eine US-amerikanische Fernsehserie von Darlene Hunt mit der Hauptdarstellerin Laura Linney. Die Ausstrahlung der vier produzierten Staffeln erfolgte vom 16. August 2010 bis zum 20. Mai 2013 auf dem Pay-TV-Sender Showtime.

## Handlung

### Staffel 1
Cathy Jamison ist eine zurückhaltende Vorstadt-Ehefrau und Mutter, deren kürzlich festgestellte Krebs-Diagnose sie dazu zwingt, ihr Leben umzukrempeln und Hoffnung, Humor und die helle Seite der dunklen Situation zu finden, während sie versucht, mit ihrem kindischen, aber wohlmeinenden Ehemann klarzukommen. Sie verheimlicht vor ihrem Bekanntenkreis ihre Krankheit und beginnt stattdessen mit der Planung eines Swimmingpools in ihrem Garten. Bei den Bauarbeiten gerät sie das erste Mal in Kontakt mit der mürrischen Nachbarin Marlene, die während der Bauarbeiten das Ordnungsamt ruft. Cathy findet heraus, dass Marlene eine einsame alte Frau ist, die nach dem Tod ihres Mannes und vieler Freunde allein in der Nachbarschaft vor sich hin lebt. Auf der Arbeit in der Schule gerät sie mit der Schülerin Andrea aneinander, die mit frechen Sprüchen Cathys Aufmerksamkeit auf sich zieht. Cathy bietet der übergewichtigen Schülerin Geld für jedes Kilogramm, das sie abnimmt, und beginnt dem Mädchen näher zu kommen.
Ihr Sohn Adam entfernt sich spürbar von Cathy und möchte den Sommer über in ein Ferienlager fliehen, trotz des Verbotes seiner Mutter. Gemeinsam mit Andrea schafft Cathy es, den Bus zum Lager aufzuhalten und ihren Sohn zu Hause zu behalten. Adam straft seine Mutter daraufhin mit Ignoranz und Wut auf sie, während Cathy eine Selbsthilfegruppe aufsucht. Dort spürt sie jedoch, dass die Erkrankten ihre Krankheit positiv sprechen und ein Lächeln aufsetzen, statt sich mit der Tatsache auseinanderzusetzen, dass sie sterben müssen.
Cathy lernt in der Schule den Handwerker und Maler Lenny kennen und beginnt mit ihm eine Affäre, was bei Andrea nicht unbemerkt bleibt, die ebenfalls ein Auge auf den Briten mit afrikanischer Herkunft geworfen hat. Cathy muss sich schließlich damit auseinandersetzen, dass sich der Krebs jetzt auch optisch bemerkbar macht, als Lenny eine Hautstelle an ihrem Hintern bemerkt. Cathy lässt sich operieren und möchte von Marlene abgeholt werden, die ihr beipflichtet ihrer Familie endlich die Wahrheit zu sagen. Nach der Operation wartet Cathy vergeblich auf Marlene und sieht sich gezwungen Lenny anzurufen, nachdem sie deren Affäre bereits wieder beendet hatte.
Auf einer Wohltätigkeitsfeier beschließt sie, ihrem Mann zu verzeihen, bis dieser ihr gesteht, dass er sich von einer anderen Frau hat mit der Hand befriedigen lassen. Schließlich beginnt Cathy mit ihrem Bruder Sean zu ihrem alten Elternhaus zu fahren, damit sie ein ernstes Gespräch mit ihrem Vater führen kann. Auf der Fahrt erfährt Sean durch Zufall, dass Cathy ihren Mann betrügt und ist sauer auf sie. Er hört jedoch das Gespräch mit, das Cathy später mit ihrem Vater führt und in welchem sie Sean für sein Leben lobt und seine positiven Eigenschaften hervorhebt. Sie verurteilt ihren Vater dafür, dass er das gesamte Haus unter Druck gesetzt hat und glücklich sein scheinbar nicht erwünscht war. Cathy nimmt daraufhin die Urne mit der Asche ihrer Mutter mit, während Sean seine alte Zeitkapsel ausgräbt, die die beiden später am Mississippi River öffnen. Cathy schüttet die Asche ihrer Mutter in den Fluss und beichtet Sean ihre Krankheit. Sean bricht in Tränen aus und Cathy fühlt sich schuldig. Schnell erzählt sie ihm, dass es nur ein Scherz war, als Rache für seinen schwarzen Humor.
Cathy beschließt daraufhin das Angebot von Lenny anzunehmen und fliegt mit ihm zwei Wochen auf die Bahamas. Nach diesem Kurzurlaub kommt es zu einer Auseinandersetzung zwischen Cathy und Andrea, die eifersüchtig auf die Lehrerin ist, da diese mit Lenny eine Affäre hat. Ebenfalls kommt es zu einer Auseinandersetzung zwischen Cathy und ihrem Mann, der ebenfalls von der Affäre Wind bekommt und sich auf einer Geschäftsfeier betrinkt und den gemeinsamen Sohn von einer Party abholen muss, da Cathy gerade mit Lenny schläft und die Anrufe ihres Sohnes nicht entgegennimmt. Da Adam selbst nach Hause fahren soll, kommt es zu einem Unfall. Im Krankenhaus spricht ihr Arzt Cathy noch einmal ins Gewissen ihrem Mann von der Krankheit mitzuteilen. Als sie sich zu ihm setzt und es ihm beichten möchte, fordert dieser die Scheidung und lässt sie allein zurück.
Die Auseinandersetzung mit Andrea schafft es Cathy mit Besuchen in der Kirche zu klären, in der Andrea im Chor singt. Sie bittet Andrea vor der gesamten Gemeinde um Entschuldigung. Nach dem Gottesdienst und einem Gespräch mit Marlene über Gott und den Glauben, sucht Cathy erneut ihren Mann auf und kriegt zu hören, dass er mit einer anderen Frau geschlafen hat. Cathy ignoriert diese Tatsache und verkündet ihm, dass sie Krebs hat. Paul gerät daraufhin in eine Phase, in der er versuchen will Cathy zu helfen. Bis Cathy ihm eröffnet, dass sie keine Chemotherapie macht, da sie nur noch leben will, anstatt immer schwächer zu werden und langsam einen leidenden Weg einzuschlagen.
Als Cathy während eines Ausfluges in einem Stripclub mit Marlene und Rebecca einen Wettbewerb gewinnt, erkennt Cathy, dass sie die Chance ergreifen muss, auch den Krebs zu besiegen. Sie reist mit ihrem Arzt nach Kanada und möchte dort einer Bienenstichtherapie eine Chance geben. Zeitgleich hat Marlene immer mehr mit Demenzerscheinungen zu kämpfen und bedroht schließlich sogar Adam mit einer Pistole, da sie ihn für einen Einbrecher hält. Als Marlene später davon erfährt, begeht sie Selbstmord und vererbt Cathy das Haus, in das fortan deren Bruder einzieht.
Cathy und Paul fahren nach Marlenes Beerdigung schließlich in eine Klinik, in der sich Cathy einer weiteren Therapie unterzieht.

### Staffel 2
Sean lebt zusammen mit der schwangeren Rebecca in Cathys Nachbarschaft. Cathy begibt sich nun, da die aggressive Therapie nicht den gewünschten Erfolg bringt, zu einem anderen Arzt. Dort erfährt sie von einer neuen Therapiemöglichkeit, die bereits in Europa große Erfolge verzeichnen konnte. Doch leider sind alle Plätze bereits belegt. Tragischerweise stirbt jedoch eine der Teilnehmerinnen, und für Cathy wird dadurch, wie durch ein Wunder, ein Platz frei. Doch nun hat Cathy Gewissensbisse, da ihr die Verstorbene kurz vor ihrem Tod ihren Glücksbringer geschenkt hat.
Auf der Fahrt zur Therapie läuft Paul und Cathy ein Jogger vors Auto, und sie fahren ihn an. Dieser liegt sichtlich unter Schmerzen auf dem Boden, und Paul und Cathy versuchen bestürzt dem Verletztem zu helfen. Doch der Jogger steht nach wenigen Minuten wieder auf und beginnt die beiden aus vollem Herzen auszulachen. Cathy und Paul sind stinkwütend auf den Jogger, doch der macht sich erst mal davon.
Im Wartezimmer gibt es ein jähes Wiedersehen mit dem Scherzbold. Er ist auch einer der Teilnehmer der Therapie und sein Name ist Lee.
Cathy freundet sich über einem längeren Zeitraum hinweg mit Lee an und macht ihn zu ihrem Therapiepartner. Dieser zeigt sich stark interessiert an Cathy. Sie geht anfangs davon aus, dass Lee mehr will als nur Freundschaft. Doch schnell wird ihr klar, dass Lee stärker an Männern interessiert ist als an Frauen. Bei Lee wurde bereits im Alter von zwölf Jahren Krebs diagnostiziert, und seither reist er von Therapie zu Therapie um die Welt. Doch keine scheint ihn vollständig heilen zu können. Bei Cathy schlägt die neue Therapie gut an, und schon bald zeigen die ersten Anzeichen, dass die Therapie bei ihr erfolgreich ist. Dies versucht sie jedoch vor Lee geheim zu halten, da es ihm nicht besser zu gehen scheint.
Rebecca und Sean freuen sich auf ihr Baby und beginnen die Wohnung zu renovieren und Sachen für das Baby zu kaufen. Umso bitterer trifft es die beiden, als Rebecca das Kind verliert.
Lee ist leidenschaftlicher Läufer und er möchte noch einmal an einem Rennen teilnehmen. Doch kurz vor dem Tag des Rennens verstirbt er in Cathys Armen und sie nimmt sich vor, an seiner Stelle an dem Rennen teilzunehmen.
Während Cathy an dem Rennen teilnimmt, stattet Paul ihrer gemeinsamen Krankenversicherung einen Besuch ab. Diese weigert sich große Teile der Behandlung von Cathy zu zahlen. Als Paul auf seine Sachbearbeiterin trifft, macht er seiner Wut Luft. Doch beim Verlassen des Gebäudes erleidet Paul einen Herzinfarkt und fällt zu Boden.
Als Cathy auf die Ziellinie zuläuft, kann sie ihre gesamte Familie an der Ziellinie auf sich warten sehen – einschließlich Paul und Marlene. Doch scheinbar kann außer ihr niemand Paul sehen.

### Staffel 3
Nach Pauls Herzinfarkt beginnt Cathy, nach und nach der Realität zu entfliehen. Sie verbringt ihre Nachmittage in einer Bar, welche sich in der Nähe des Krankenhauses befindet, in das Paul eingeliefert wurde. Schnell erfindet Cathy die Geschichte, dass ihr Name Alexis sei, und ihr Ehemann bei einem Herzinfarkt gestorben sei.
Andrea kehrt derweil von ihrem Trip aus Afrika zurück und möchte von nun an, um ihrer afrikanischen Identität stärkeren Ausdruck zu verleihen, Ababu genannt werden.
Cathy macht dabei die Entdeckung, dass Paul begonnen hat, als Blogger im Internet über seine Nahtoderfahrungen zu berichten. Er erfreut sich dabei immer größerer Beliebtheit. Paul möchte sein neues Leben stärker genießen und meldet Cathy und sich für ein Wochenenderlebnis mit Joy Kleinmann an. Joy Kleinmann ist eine gutgekleidete, vermögend erscheinende Lady in ihren frühen Fünfzigern und hält vor ihren Anhängern Reden über das Leben. Sie regt ihr Publikum dazu an, dieses stärker zu genießen und mehr aus ihren Leben zu machen. Joy ist ein Fan von Pauls Blog und bittet ihn daher, vor ihrem Publikum zu sprechen als der „Flip that switch“-Guy.
Cathy hat während ihres Erlebniswochenendes ein Offenbarung. Um wieder Freude in ihrem Leben aufkommen zu lassen, wünscht sie sich ein Baby.
Doch so sehr die beiden es auch versuchen, es will mit einer Schwangerschaft nicht klappen. Sie sehen schnell ein, dass sie sich nach einer Alternative umschauen müssen. Doch auch die Adoptionsagenturen stellen sich quer. Sie denken nicht, dass eine Krebspatientin eine geeignete Kandidatin ist, um Mutter zu werden. Cathy beschließt darum, ein Dokument zu fälschen, welches ihre Gesundheit beweisen sollte. Als Paul davon erfährt, ist er ungehalten und bringt Cathy davon ab, Urkundenfälschung zu betreiben.
Pauls neue Karriere nimmt immer mehr Zeit in Anspruch. Darum stellt er Ababu als seine Assistentin ein. Das Geld, das sie dadurch verdient, will sie für ihr Studium an der Modeschule in New York sparen. Ababu ertappt Joy in einer Bar dabei, wie diese sich an Paul ranmacht. Paul ist nicht wirklich von der Idee abgeneigt, seine Beziehung zu Joy auf eine andere Ebene auszuweiten, bleibt aber standhaft.
Ababu erzählt Cathy von ihren Beobachtungen. Nachdem Cathy Joy zur Rede gestellt hat, wird Joy von einem Bus angefahren.
Den geplanten gemeinsamen Auftritt von Paul und Joy in Puerto Rico wird Paul nun allein wahrnehmen.
In Puerto Rico angekommen, beginnt Cathy mit ihrem Bruder Sean an einem Tauchkurs teilzunehmen. Dort fällt Sean eine hübsche blonde Kursteilnehmerin ins Auge.
Als die drei mit den anderen Kursteilnehmern am nächsten Tag im offenen Meer eine Tauchtour unternehmen, hat Sean nur Augen für seine neue Eroberung und überlässt Cathy sich selbst. Diese schwimmt alleine Fischen hinterher und verliert dabei die Orientierung.
Pauls Auftritt vor dem Publikum, das sich eigentlich auf Joy gefreut hat, läuft besser als erwartet. Am Ende seines Auftritts wird er von der Menge gefeiert und von einem leidenschaftlichen Fan geküsst. Nach dem Auftritt lernt er am Hafen eine Frau kennen. Dieser stellt er sich als Brian vor und behauptet, dass seine Frau bereits seit einem Monat an Krebs verstorben sei.
Sean und der Rest des Tauchkurses machen sich inzwischen Sorgen um Cathy, die nicht wieder zurück an Bord gefunden hat.
Schlussendlich wird Cathy von einem puerto-ricanischen Fischer aufgelesen, der kein Wort Englisch spricht. Dieser gibt Cathy zu verstehen, dass sein Name Angel laute, und es einige Zeit dauern werde, bis sie wieder an Land kämen, da der Schiffsmotor kaputt ist. Cathy kommt nach einem Anruf ihres Arztes zu dem Schluss, dass sie wohl innerhalb eines Jahres sterben wird.
Als Cathy nach dem spannenden Nachmittag wieder an Land findet, beschließt sie, nicht wieder zurück zu ihrer Familie zu stoßen, sondern mit Angel auf seinem Fischerboot zu leben.

## Besetzung und Synchronisation
Die deutsche Synchronisation erfolgte durch die Synchronfirma Scalamedia Studios in München.
Dialogregie führte Marina Köhler, die neben Inez Günther, Stefan Sidak und Stephanie Kellner auch einige der Dialogbücher verfasst hat.
| Rollenname             | Rolle            | Schauspieler         | Hauptrolle | Nebenrolle            | Synchronsprecher  |
| ---------------------- | ---------------- | -------------------- | ---------- | --------------------- | ----------------- |
| Cathy Jamison          | Hauptfigur       | Laura Linney         | 1.01–4.04  |                       | Katrin Fröhlich   |
| Paul Jamison           | Cathys Ehemann   | Oliver Platt         | 1.01–4.04  |                       | Lutz Schnell      |
| Sean Tolkey            | Cathys Bruder    | John Benjamin Hickey | 1.01–4.04  |                       | Matthias Klie     |
| Adam Jamison           | Cathys Sohn      | Gabriel Basso        | 1.01–4.04  |                       | Tobias Kern       |
| Marlene                | Cathys Nachbarin | Phyllis Somerville   | 1.01–2.01  | 2.07, 2.13, 3.08 4.04 | Angelika Bender   |
| Andrea „Obabu“ Jackson | Cathys Schülerin | Gabourey Sidibe      | 3.01–4.04  | 1.01–2.13             | Stephanie Kellner |

### Gastauftritte
| Rollenname      | Rolle                   | Schauspieler   | Auftritte             | Synchronsprecher         |
| --------------- | ----------------------- | -------------- | --------------------- | ------------------------ |
| Dr. Todd Miller | Cathys Arzt             | Reid Scott     | 1.01–2.13             | Stefan Günther           |
| Tina            | Pauls Affäre            | Nadia Dajani   | 1.04–1.05, 1.10, 2.09 | Sandra Schwittau         |
| Lenny           | Cathys Geliebter        | Idris Elba     | 1.05–1.09             | Ole Pfennig              |
|                 | Cathys Vater            | Brian Cox      | 1.07                  | Thomas Rauscher          |
| Bienenmann      | Cathys Krebstherapeut   | Liam Neeson    | 1.12                  | Bernd Rumpf              |
| Rebecca         | Seans Geliebte          | Cynthia Nixon  | 1.08–2.09             | Marina Krogull           |
| Lee Fallon      | Cathys Therapiepartner  | Hugh Dancy     | 2.02–2.13             | Benedikt Weber           |
| Joy Kleinmann   | Pauls Karrierevorbild   | Susan Sarandon | 3.04–3.09             | Kerstin Sanders-Dornseif |
| Poppy Kowalski  | Adams Chatbekanntschaft | Parker Posey   | 2.09–2.12             | Elisabeth von Koch       |

## Produktion und Ausstrahlung
Der ursprüngliche Titel der Serie war The C Word, dieser wurde jedoch aufgrund der Ähnlichkeit zu Showtimes The L Word – Wenn Frauen Frauen lieben geändert. Die Pilotfolge wurde am 16. August 2010 ausgestrahlt, auf dem Sendeplatz nach dem Staffelauftakt der sechsten Staffel von Weeds – Kleine Deals unter Nachbarn. Oscar-Gewinner Bill Condon führte beim Piloten Regie. Die Premiere hatte mit 1,2 Millionen Zuschauern die höchste Einschaltquote für Showtime seit acht Jahren im Bereich der Serienstarts von eigenen Serien. In Kanada wurde die Serie ab dem 1. September 2010 vom Sender Super Channel ausgestrahlt.
Am 20. September 2010 verlängerte Showtime die Serie um eine zweite Staffel, deren Ausstrahlung am 27. Juni 2011 begonnen hatte. Im September 2011 gab Showtime die Produktion einer dritten Staffel bekannt, deren Ausstrahlung am 8. April begann und am 17. Juni 2012 beendet wurde. Ende Juli 2012 gab Showtime die Produktion einer vierten und letzten Staffel bekannt. Die Ausstrahlung der vierteiligen vierten Staffel – die den Titel The Big C: Hereafter trägt – begann am 29. April und endete am 20. Mai 2013.
In Deutschland wurde die erste Staffel ab dem 5. April 2011 auf dem Pay-TV-Sender FOX gezeigt. Die Ausstrahlung im frei empfangbaren Fernsehen war ab dem 12. Oktober 2011 bei ZDFneo zu sehen. Die zweite Staffel war vom 21. Februar 2012 bis zum 3. April 2012 bei FOX zu sehen. Die dritte Staffel wurde vom 7. August 2012 bis zum 4. September 2012 ausgestrahlt, die vierte ab dem 15. Oktober 2013.

## Auszeichnungen

### Emmy
- 2011 – 3 Nominierungen:
  - Beste Hauptdarstellerin in einer Comedyserie (Laura Linney)
  - Bester Gastdarsteller in einer Comedyserie (Idris Elba)
  - Bestes Casting für eine Comedyserie (Julie Tucker), (Ross Meyerson)
- 2012 – 1 Nominierung:
  - Bestes Casting für eine Comedyserie (Bernard Telsey)

### Golden Globe Awards
- 2011 – 2 Nominierungen, davon 1 Auszeichnung:
  - Beste Hauptdarstellerin in einer Serie – Comedy/Musical (Laura Linney)
  - Beste Fernsehserie – Comedy/Musical
- 2012 – 1 Nominierung:
  - Beste Hauptdarstellerin in einer Serie – Comedy/Musical (Laura Linney)

## DVD-Veröffentlichung
Vereinigte Staaten
- Staffel 1 erschien am 7. Juni 2011
- Staffel 2 erschien am 8. Mai 2012

 Vereinigtes Königreich
- Staffel 1 erschien am 2. Mai 2011
- Staffel 2 erschien am 20. August 2012
- Staffel 3 erschien am 16. September 2013

 Australien
- Staffel 1 erschien am 4. Mai 2011

 Deutschland und  Österreich
- Staffel 1 erschien am 7. Juli 2011
- Staffel 2 erschien am 16. Mai 2012
- Staffel 3 erschien am 12. September 2013
- Staffel 4 erschien am 27. Mai 2014, ebenso eine Komplettbox der gesamten Serie